# Туннель Шьямы Прасада Мукерджи
Туннель Шьямы Прасада Мукерджи (англ. Dr. Syama Prasad Mookerjee Tunnel), ранее Туннель Ченани-Нашри — автомобильный туннель, расположенный на территории Джамму и Кашмир. Является частью автодороги NH 44. Входит в число самых длинных туннелей Индии.
Назван в честь министра торговли и промышленности, а также основателя националистической индуистской партии Бхаратия джан сангх Шьямы Прасада Мукерджи.
Строительные работы проходили в период с 23 мая 2011 года вплоть до открытия. Туннель имеет по одной полосе движения в каждом из направлений. Он призван облегчить автомобильное сообщение между Сринагаром и Джамму. Скорость движения при его пересечении ограничена 50 км/ч.

## Месторасположение
Туннель находится в Гималаях на высоте 1200 метров над уровнем моря. Он соединяет два населённых пункта: Ченани и Нашри.

## Описание
Проект строительства предусматривал наличие двухполосного туннеля диаметром 13 метров, а также параллельного ему эвакуационного туннеля диаметром 5 метров.
Главный туннель соединён с аварийным туннелем пешеходными и автомобильными переходами, расположенными через каждые 300 и 1200 метров соответственно.

## Возведение
При строительстве использовалась новая австрийская технология туннелирования. Работы предполагали вырубку гималайских скал. Для проекта было использовано современное туннельное и буровое оборудование. В строительных работах было задействовано порядка 1500 человек.
Проект финансировался консорциумом из двенадцати банков во главе с Государственным банком Индии.
В июле 2010 года IL&FS Transportation Networks предоставила Leighton Welspun Contractors 570 миллионов долларов на цели по осуществлению проекта строительства. Объём контракта включал архитектурные, строительные, электротехнические и механические работы, а также оснащение туннеля освещением и вентиляцией, системами противопожарной защиты, управления трафиком, видеонаблюдения и экстренного вызова.